# Clytus
Clytus là một chi bọ cánh cứng trong họ Cerambycidae.

## Hình ảnh

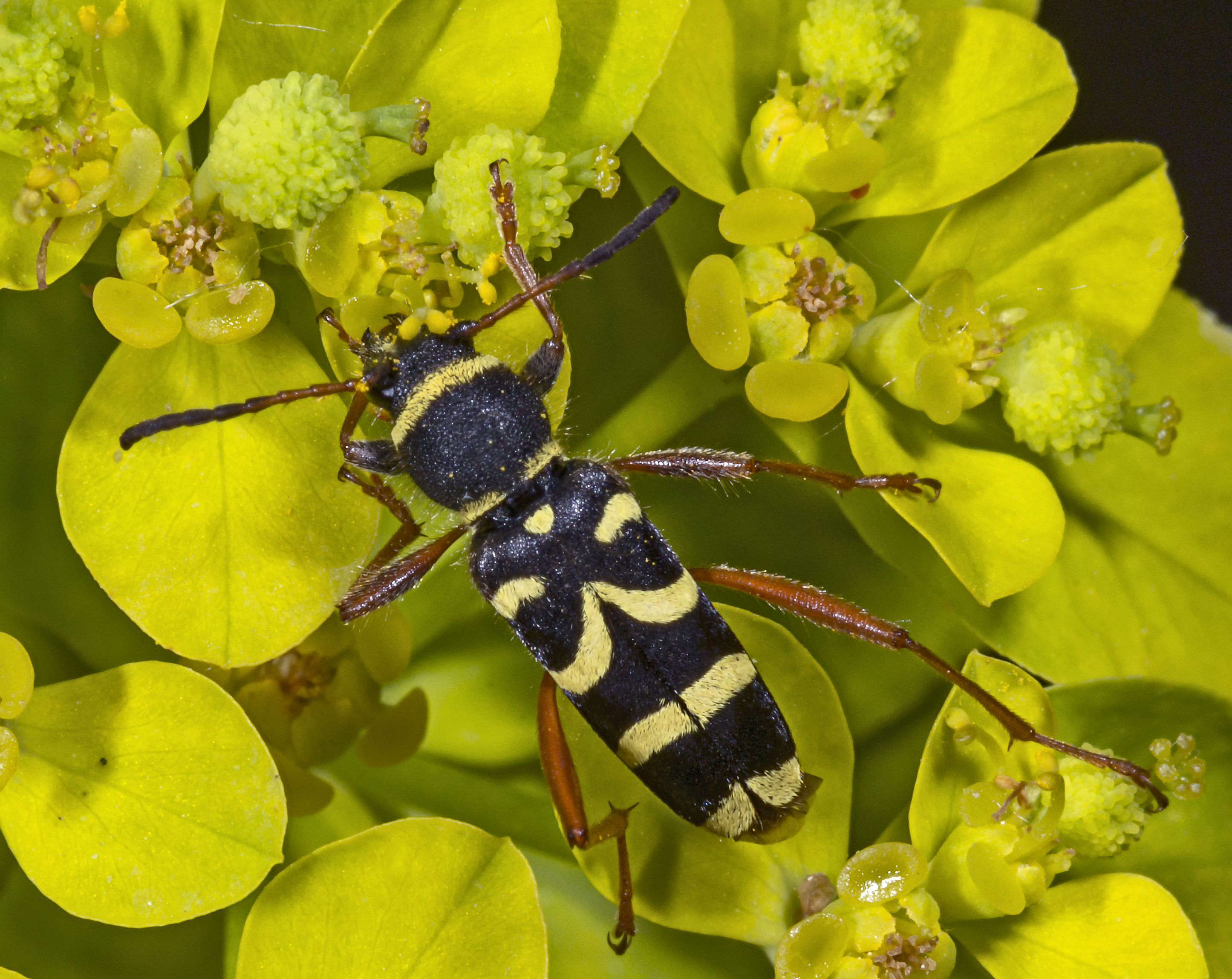
Clytus arietis
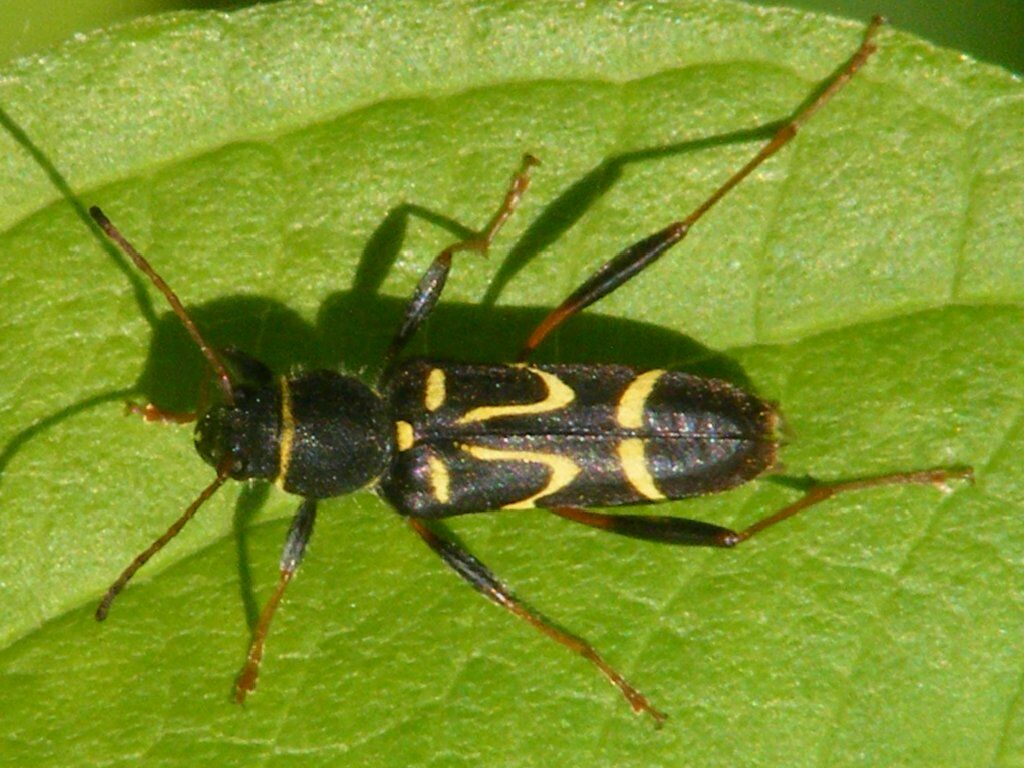
ClytusRuricola
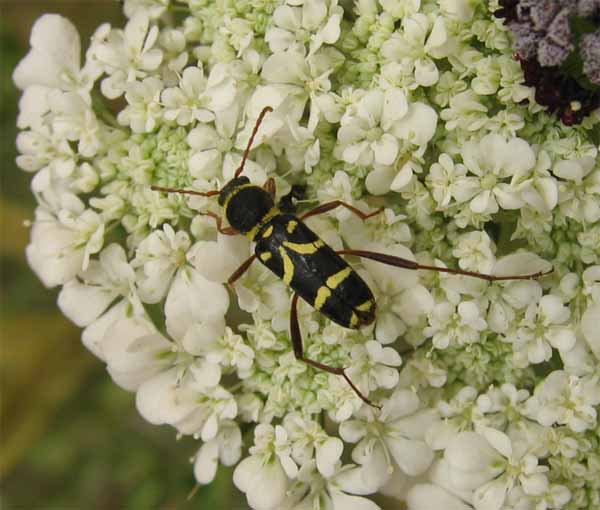